# La dona dels cabells vermells
La dona dels cabells vermells o Els secrets de Saint Gilles (títol original en francès, La Femme aux cheveux rouges) és un telefilm de Thierry Peythieu, escrit per Didier Dolna, Catherine Herthault, Dominique Garnier i Suzanne Hedler, estrenat el 22 de novembre de 2016 a France 3. Està inspirada en la novel·la de François Cérésa. S'ha doblat al català central per a TV3 amb el títol de La dona dels cabells vermells, i al valencià per a À Punt amb el nom d'Els secrets de Saint Gilles.
El rodatge va començar el 5 d'abril de 2016 i va acabar el 3 de maig del mateix any a la regió de la Borgonya-Franc Comtat on té lloc la trama. Les poblacions on es van filmar les escenes van ser Semur-en-Auxois, Bèze i l'abadia de Fontenay.